# Capital mundial del libro
Capital mundial del libro es una designación anual que otorga la Unesco a una ciudad en reconocimiento de la calidad de sus programas para promover la difusión del libro, fomentar la lectura y la industria editorial. Este reconocimiento fue creado en 1996 y se comenzó a otorgar desde 2001.
Esta designación se establece desde el 23 de abril de cada año (Día Internacional del Libro) hasta el 22 de abril del año inmediatamente siguiente.
En el proceso de nominación participan dentro del comité de selección: la Unión Internacional de Editores (UIE-IPA), la Federación Internacional de Asociaciones de Bibliotecarios (IFLA) y la Federación Internacional de Libreros (IBF). Los principales criterios utilizados para esta selección son:
- Nivel del compromiso municipal, nacional e internacional, e impacto potencial del programa.
- Cantidad y calidad de actividades esporádicas o permanentes organizadas, respetando plenamente a los varios actores de la cadena de libros, por la ciudad candidata en cooperación con organizaciones profesionales, nacionales e internacionales, que representen a autores, editores, libreros y bibliotecarios.
- Cantidad y calidad de cualquier otro proyecto significativo que tenga por objeto promover y fomentar el libro y la lectura.
- Conformidad con los principios de libertad de expresión, libertad de publicar y difundir la información, enunciados en el Acto constitutivo de la UNESCO así como en los artículos 19 y 27 de la Declaración Universal de los Derechos Humanos y en el Acuerdo sobre la Importación de objetos de carácter educativo, científico o cultural (Acuerdo de Florencia).

## Ciudades capitales mundiales del libro
Las siguientes ciudades han sido seleccionadas como capitales mundiales del libro:
| Año  | Ciudad         | País          |
| ---- | -------------- | ------------- |
| 2001 | Madrid         | España        |
| 2002 | Alejandría     | Egipto        |
| 2003 | Nueva Delhi    | India         |
| 2004 | Amberes        | Bélgica       |
| 2005 | Montreal       | Canadá        |
| 2006 | Turín          | Italia        |
| 2007 | Bogotá         | Colombia      |
| 2008 | Ámsterdam      | Países Bajos  |
| 2009 | Beirut         | Líbano        |
| 2010 | Liubliana      | Eslovenia     |
| 2011 | Buenos Aires   | Argentina     |
| 2012 | Ereván         | Armenia       |
| 2013 | Bangkok        | Tailandia     |
| 2014 | Port Harcourt  | Nigeria       |
| 2015 | Incheon        | Corea del Sur |
| 2016 | Breslavia      | Polonia       |
| 2017 | Conakry        | Guinea        |
| 2018 | Atenas         | Grecia        |
| 2019 | Sharjah        | EAU           |
| 2020 | Kuala Lumpur   | Malasia       |
| 2021 | Tiflis         | Georgia       |
| 2022 | Guadalajara    | México        |
| 2023 | Acra           | Ghana         |
| 2024 | Estrasburgo    | Francia       |
| 2025 | Río de Janeiro | Brasil        |
| 2026 | Rabat          | Marruecos     |